# Krzywcza (gemeente)
De gemeente Krzywcza is een landgemeente in het Poolse woiwodschap Subkarpaten, in powiat Przemyski.
De zetel van de gemeente is in Krzywcza.
Op 30 juni 2004 telde de gemeente 4969 inwoners.

## Oppervlakte gegevens
In 2002 bedroeg de totale oppervlakte van gemeente Krzywcza 94,47 km², waarvan:
- agrarisch gebied: 49%
- bossen: 43%

De gemeente beslaat 7,78% van de totale oppervlakte van de powiat.

## Demografie
Stand op 30 juni 2004:
| Omschrijving                   | Totaal | Totaal | Vrouwen | Vrouwen | Mannen | Mannen |
| ------------------------------ | ------ | ------ | ------- | ------- | ------ | ------ |
| eenheid                        | aantal | %      | aantal  | %       | aantal | %      |
| inwoners                       | 4969   | 100    | 2449    | 49,3    | 2520   | 50,7   |
| bevolkingsdichtheid (inw./km²) | 52,6   | 52,6   | 25,9    | 25,9    | 26,7   | 26,7   |

In 2002 bedroeg het gemiddelde inkomen per inwoner 1343,88 zł.

## Administratieve plaatsen (sołectwo)
- Babice, - sołtys :
- Bachów, - sołtys :
- Chyrzyna, - sołtys :
- Krzywcza, - sołtys :
- Kupna, - sołtys :
- Reczpol, - sołtys :
- Ruszelczyce, - sołtys :
- Skopów, - sołtys :
- Średnia - sołtys :
- Wola Krzywiecka- sołtys :

## Aangrenzende gemeenten
Bircza, Dubiecko, Krasiczyn, Pruchnik, Przemyśl, Rokietnica, Roźwienica